# Emperor of China
Emperor of China je v současné době nečinná podmořská sopka v západní části Bandského moře. Spolu s vulkánem Nieuwerkerk tvoří řetězec (vulkanický oblouk), který leží v hloubce 2 700 až 3 100 m. Na základě výzkumu z roku 1979 je Emperor of China definovaná jako dlouhodobě neaktivní, ačkoliv existují záznamy o možných erupcích v letech 1893 a 1927.